# Korzenna
Korzenna – wieś w Polsce, położona w województwie małopolskim, w powiecie nowosądeckim, w gminie Korzenna.
Wieś położona jest na Pogórzu Rożnowskim, w dolinie potoków Jasienianka (Wojnarówka) i Spólnik (Łyczanka). Siedziba gminy Korzenna.
W latach 1954–1972 wieś należała i była siedzibą władz gromady Korzenna. W latach 1975–1998 wieś administracyjnie należała do województwa nowosądeckiego.

## Integralne części wsi
| SIMC    | Nazwa        | Rodzaj    |
| ------- | ------------ | --------- |
| 0435896 | Podtrzycierz | część wsi |
| 0435904 | Pogwizdów    | część wsi |
| 0435910 | Poręby       | część wsi |
| 0435927 | Potoki       | część wsi |
| 0435933 | Przylasek    | część wsi |
| 0435940 | Świegocin    | część wsi |
| 0435956 | Teluszowa    | część wsi |

## Historia
W wieku XIX miejscowość Korzenna, a także Świegocin opisywana są jako: Korzenna (i Świegocin), wieś w powiecie grybowskim, w położeniu pagórkowatem, przy drodze komunikacyjnej pomiędzy Nowym Sączem a Bobową, o 16 kilometrów od stacji pocztowej w Grybowie. Kościół parafialny rzymskokatolicki, drewniany, erygowany 1348 r. przez króla Kazimierza Wielkiego, metryki pisane od 1709 r. Do tej parafii należą wsie: Korzenna, Łyczana, Niecew i Świegocin, razem wiernych 1266 i 16 Żydów.
W XV w. Korzenna należała do Klemensa herbu Wąż (Lib. ben. II, 302).
Korzenna posiadała szkołę etatową filialną 1-klasową, mieszkańców było 553, domów 59, w Świegocinie mieszkańców 226, domów 31.
Rozległość obszarów: dworek roli ornej 590, łąk i ogrodów 34, pastwisk 129, lasu 206 mórg. W mniejszej własności roli ornej 628, łąk i ogrodów 78, pastwisk 103, zarośli 77 mórg austriackich.
Gleba urodzajna pszenna glinka. Korzenne jest starodawną pieleszą gałęzi Strzemieńczyków, która wzięła stąd nazwisko Korzeński, później należała do Wyszkowskich i Koczanowiczów; obecnie jest właścicielem obszaru dworskiego Korzenna i folwarku Słomianki Kajetan Cudak, ze Świegocina.
Zapis powyższy pozwala lokować wieś w wieku XIV.
Nazwa
Nazwę miejscowości w zlatynizowanej staropolskiej formie Corzenna wymienia w latach (1470–1480) Jan Długosz w księdze Liber beneficiorum dioecesis Cracoviensis.

## Zabytki
Obiekt wpisany do rejestru zabytków nieruchomych województwa małopolskiego.
- Założenie parkowe.

## Ochotnicza straż pożarna
Ochotnicza Straż Pożarna w Korzennej działa od 1934 roku i jest ujęta w krajowym systemie ratowniczo-gaśniczym. Posiada dwa samochody bojowe MAN LE 13.260 GBARt 2,5/20 oraz Daewoo Lublin 3 GLM 8.

W 2016 roku utworzono jednostkę Ochotniczej Straży Pożarnej Korzenna-Centrum, której wyposażenie stanowią samochód bojowy Mercedes Benz 1226 i Mercedes-Benz Sprinter 412D.
|  |  |  |